# 安養万安警察署
安養万安警察署（アニャンマナンけいさつしょ）は、京畿南部地方警察庁所管の警察署である。

## 管轄区域
- 安養市のうち万安区

## 沿革
- 2010年 7月23日 - 開設。

## 管轄地区隊
- 安養地区隊
- 鳴鶴地区隊
- 石水地区隊

## 管轄派出所
- 博達派出所